# 1080 (szám)
Az 1080 (római számmal: MLXXX) az 1079 és 1081 között található természetes szám.

## A szám a matematikában
A tízes számrendszerbeli 1080-as a kettes számrendszerben 10000111000, a nyolcas számrendszerben 2070, a tizenhatos számrendszerben 438 alakban írható fel.
Az 1080 páros szám, összetett szám. Kanonikus alakja 23 · 33 · 51, normálalakban az 1,08 · 103 szorzattal írható fel. Harminckét osztója van a természetes számok halmazán, ezek növekvő sorrendben: 1, 2, 3, 4, 5, 6, 8, 9, 10, 12, 15, 18, 20, 24, 27, 30, 36, 40, 45, 54, 60, 72, 90, 108, 120, 135, 180, 216, 270, 360, 540 és 1080.
Ötszögszám.
Erősen bővelkedő szám: osztóinak összege nagyobb, mint bármely nála kisebb pozitív egész szám osztóinak összege.
Az 1080 érinthetetlen szám: nem áll elő pozitív egész számok valódiosztó-összegeként.

## Csillagászat
- 1080 Orchis kisbolygó